# Tsikourasita
La tsikourasita és un mineral de la classe dels elements natius. Rep el nom pel professor Basilios Tsikouras (n. 1965), de la Universiti Brunei Darussalam.

## Característiques
La tsikourasita és un fosfur de fórmula química Mo₃Ni₂P₁₊ₓ. Va ser aprovada com a espècie vàlida per l'Associació Mineralògica Internacional l'any 2019, sent publicada per primera vegada el mateix any. Cristal·litza en el sistema isomètric.
L'exemplar que va servir per a determinar l'espècie, el que es coneix com a material tipus, es troba conservat a les col·leccions mineralògiques del Museu d'Història Natural de la Universitat de Florència, a Itàlia, amb el número de catàleg: 3296/i.

## Formació i jaciments
Va ser descoberta a la prospecció d'Aghio Stefanos, a la localitat de Domokós, a Ftiòtida (Grècia Central, Grècia), on es troba en forma de grans d'uns 80μm de mida, tant aïllats com associats, associada a niquelfosfur i awaruïta. Aquest indret grec és l'únic a tot el planeta on ha estat descrita aquesta espècie mineral.